# رئیس‌جمهور بلاروس
رئیس‌جمهور بلاروس (به بلاروسی: Прэзідэнт Рэспублікі Беларусь) (به روسی: Президент Республики Беларусь)، رئیس کشور و بالاترین مقام اجرایی در بلاروس است. این منصب، در سال ۱۹۹۴ و بر پایه قانون اساسی بلاروس ایجاد شد. وظایف رئیس‌جمهور بلاروس شامل اجرای سیاست خارجی و سیاست داخلی، دفاع از حقوق و رفاه عمومی شهروندان و ساکنان و حفظ قانون اساسی است. الکساندر لوکاشنکو، نخستین و تنها رئیس‌جمهور بلاروس از سال ۱۹۹۴ تاکنون است.

## فهرست رئیس‌جمهورهای بلاروس (۱۹۹۴–اکنون)
| شماره | تصویر | نام (تولد–مرگ)                | دوره          | دوره  | دوره            | حزب سیاسی | حزب سیاسی                      | انتخابات                           |
| شماره | تصویر | نام (تولد–مرگ)                | آغاز          | پایان | مدت             | حزب سیاسی | حزب سیاسی                      | انتخابات                           |
| ----- | ----- | ----------------------------- | ------------- | ----- | --------------- | --------- | ------------------------------ | ---------------------------------- |
| ۱     |       | الکساندر لوکاشنکو (زاده ۱۹۵۴) | ۲۰ ژوئیه ۱۹۹۴ | متصدی | ۳۰ سال، ۲۴۱ روز |           | مستقل (نزدیک به حزب بلایا روس) | ۱۹۹۴ ۲۰۰۱ ۲۰۰۶ ۲۰۱۰ ۲۰۱۵ ۲۰۲۰ ۲۰۲۵ |